# Провинция долин и хребтов

Зона бассейнов и xребтов на карте

Бассейнов и Хребтов зона (англ. Basin and Range Province) — физико-географическая провинция, расположенная на западе Североамериканского континента. Характеризуется резкой сменой рельефа от резко вздымающихся гор до обширных плоских равнин и долин, откуда получила своё название. Границы провинции отличаются в разных источниках, но в целом соответствуют области, ограниченной с запада горами Сьерра-Невада, с востока — плато Колорадо и рекой Рио-Гранде, с севера — Колумбийским плато, а на юге тянется до Мексики до Транс-мексиканского вулканического пояса. Наибольшие споры вызывает районирование на юге, где провинция долин и хребтов перекрывается с Мексиканским нагорьем.